# Male Brusnice
Male Brusnice este o localitate din comuna Novo mesto, Slovenia, cu o populație de 53 de locuitori.